# Rotten.com
Rotten.com va ser un lloc web estatunidenc per compartir imatges fotogràfiques que promovia la curiositat mòrbida i la mort, actiu des del 1996 fins al 2012, conegut per allotjar imatges macabres de sang i violència gràfica, mort i descomposició. Fundada el 1996, era dirigida per un desenvolupador conegut com a Soylent Communications. Les actualitzacions del lloc web es van alentir el 2009, i l'última actualització va ser el febrer del 2012. La pàgina principal del lloc web es va arxivar per última vegada el febrer de 2018.

## Història
A finals de 1996, Soylent va escriure un programa que identificava noms de domini d'Internet no registrats que consistien en una paraula amb una entrada de diccionari corresponent. "Rotten" era una de les paraules no reclamades, i Soylent va registrar Rotten.com el mateix any. Rotten.com es va presentar com un bastió de la llibertat d'expressió en línia, en una època en què les normes de censura en alguns països havien començat a restringir l'accés a Internet.
Rotten.com tenia un disseny escàs; no hi havia imatges en miniatura al costat dels enllaços, i els enllaços tenien descripcions d'una sola línia expressades amb humor morbós, sovint sense cap indici del seu contingut. El contingut consistia en imatges enviades pels usuaris, i els desenvolupadors poques vegades publicaven contingut ells mateixos. Tot i que les propostes es marcaven com a "reals", sovint s'atribuïen incorrectament; en un cas, a un fitxer presentat com a "motorcycle.jpg" se li va donar la descripció que representava un accident de moto, però els desenvolupadors van admetre que probablement es tractava d'un intent de suïcidi amb escopeta.
Rotten.com va rebre una suposada imatge de personal mèdic recuperant el cos de la princesa Diana d'un accident de cotxe, tot i que més tard es va confirmar que era falsa. No obstant això, a causa del gran interès en l'accident, la imatge es va publicar igualment, cosa que va provocar un gran pic de trànsit. El lloc web també va ser un dels primers a publicar imatges dels saltadors de l'11 de setembre des de les Torres Bessones, sota el títol "Swan Dive".
Rotten.com també va allotjar vídeos d'autòpsies i vídeos de casos forenses i escenes del crim fets per forenses i serveis forenses de tot el món. Els usuaris podien enviar material per correu electrònic o sol·licitar als desenvolupadors que publiquessin imatges o vídeos que no estiguessin disponibles públicament. Així, va ser un dels primers llocs web de contingut gràfic/per a adults a presentar pornografia (tan falsa com real), violència, sang, descomposició i la promoció de la mort i la curiositat mòrbida.
El 24 de juny de 2005, Alberto Gonzales, aleshores fiscal general dels Estats Units, va ordenar l'eliminació de la secció "Follada del mes" juntament amb contingut de diversos llocs web auxiliars. En resposta, el moderador del lloc web va publicar un avís d'eliminació criticant els partidaris de Gonzales i de l'administració de George W. Bush per permetre la censura.

## Llocs auxiliars

### The Gaping Maw
L'any 2000 es va fundar The Gaping Maw, un arxiu editorial i de comentaris. La majoria dels articles van ser escrits pel dibuixant Tristan Farnon amb el pseudònim "Spigot" (de Leisure Town) o per altres administradors de webs. Les pàgines contenien notícies, sàtira i comentaris sobre la societat moderna. Juntament amb la Biblioteca Rotten, això va millorar la posició de Rotten.com en moltes comunitats, ja que va introduir un aspecte humà i intel·lectual al lloc web. El 22 de juny de 2005, The Gaping Maw va tancar per complir amb els nous requisits de comptabilitat governamentals pel que fa a la distribució de pornografia, concretament la verificació governamental de l'edat de models menors de 18 U.S.C. § 2257 .18 U.S.C. § 2257. Tots els articles van ser retirats i la portada del lloc web va ser substituïda per una declaració lamentant l'aprovació de les lleis, encapçalada pel lema "CENSURAT PEL GOVERN DELS EUA!". El gener de 2006, The Gaping Maw va tornar a estar en línia amb alguns articles molt editats.

### Rotten Dead Pool
El novembre de 2003 es va llançar la Rotten Dead Pool. The Dead Pool era un joc en què els jugadors escollien deu persones que creien que moririen en el transcurs dels 12 mesos vinents. Es va atorgar un punt a un jugador per cadascuna de les seves eleccions correctes.

### NNDB
A mitjans del 2002, Rotten.com va llançar NNDB, una base de dades en línia. NNDB és un lloc web que s'actualitzava constantment i que conté informació sobre milers de persones notables. La secció de notícies va deixar d'actualitzar-se el 16 de gener de 2016, i la secció de morts de famosos es va actualitzar per última vegada el 31 de desembre de 2021. El lloc web en si encara està en funcionament.